# Shiro Misaki
Shiro Misaki (三崎 四郎 Misaki Shiro]]?) fue un futbolista japonés que se desempeñaba como centrocampista.
Misaki fue elegido para integrar la selección nacional de Japón para los Juegos del Lejano Oriente de 1934. En 1934, Misaki jugó 3 veces para la selección de fútbol de Japón.

## Trayectoria

### Clubes
| Club                          | País  | Año  |
| ----------------------------- | ----- | ---- |
| Universidad de Kwansei Gakuin | Japón | ???? |

### Selección nacional
| Selección | País  | Año  |
| --------- | ----- | ---- |
| Absoluta  | Japón | 1934 |

## Estadística de equipo nacional
| Selección de Japón | Selección de Japón | Selección de Japón |
| Año                | Part.              | Goles              |
| ------------------ | ------------------ | ------------------ |
| 1934               | 3                  | 0                  |
| Total              | 3                  | 0                  |